# Lúčka (Košice)
|  | Per a altres significats, vegeu «Lúčka». |

Lúčka és un poble i municipi d'Eslovàquia. Es troba a la regió de Košice, a l'est del país.

## Història
La primera referència escrita de la vila data del 1406.

## Demografia
| Godina             | 1994 | 2004    | 2014    | 2024   |
| ------------------ | ---- | ------- | ------- | ------ |
| Nombre de persones | 236  | 211     | 183     | 175    |
| Diferència         |      | −10,59% | −13,27% | −4,37% |

| Godina             | 2023 | 2024   |
| ------------------ | ---- | ------ |
| Nombre de persones | 172  | 175    |
| Diferència         |      | +1,74% |